# Amegilla anomala
Amegilla anomala är en biart som först beskrevs av Cockerell 1929.  Amegilla anomala ingår i släktet Amegilla och familjen långtungebin. Inga underarter finns listade i Catalogue of Life.